# Symbiotes latus
Symbiotes latus là một loài bọ cánh cứng trong họ Endomychidae. Loài này được Redtenbacher miêu tả khoa học năm 1849.